# James McAvoy

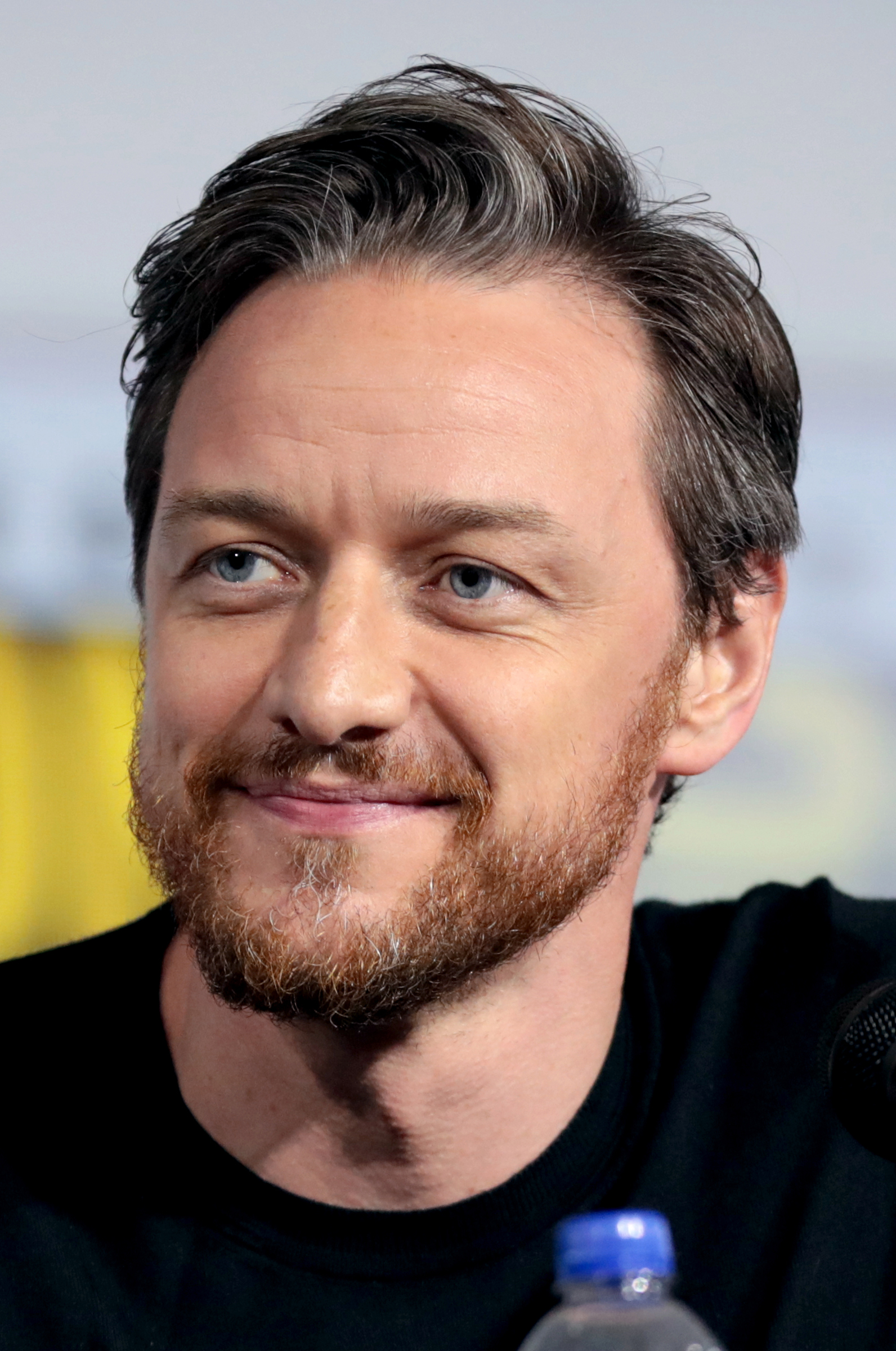
James McAvoy (2019)

James McAvoy (* 21. April 1979 in Glasgow, Schottland) ist ein britischer Theater- und Filmschauspieler.

## Leben und Karriere
McAvoy wurde im Glasgower Stadtteil Scotstoun geboren. Als er sieben Jahre alt war, trennten sich seine Eltern, woraufhin er bei seinen Großeltern James und Mary Johnstone aufwuchs. Seine Schwester Joy blieb hingegen bei seiner Mutter, der Kontakt zu seinem Vater riss in den folgenden Jahren völlig ab. McAvoy besuchte die St. Thomas Aquinas School in Scotstoun und fasste frühzeitig den Entschluss, Schauspieler zu werden. 2000 machte er an der renommierten Royal Scottish Academy of Music and Drama seinen Abschluss und arbeitete danach eine Weile als Bäcker.
Am Theater sammelte McAvoy Erfahrungen in Stücken wie Romeo und Julia, Die Schöne und das Biest und West Side Story. Es folgten Auftritte in britischen Fernsehserien und Filmen sowie 2001 in der internationalen Produktion Band of Brothers. In der Science-Fiction-Miniserie Children of Dune spielte er 2003 die Rolle des Prinzen Leto Atreides – und den Film-Sohn von Alec Newman, nachdem beide in dem britischen Komödiendrama Bright Young Things aus demselben Jahr Gleichaltrige dargestellt hatten. Ab 2004 verkörperte er Steve McBride in der britischen Serie Shameless. 2005 spielte er den Mr. Tumnus in der Literaturverfilmung Die Chroniken von Narnia: Der König von Narnia, dem ersten Teil der Narnia-Chroniken-Filmreihe.
2006 war er neben Forest Whitaker in dem Filmdrama Der letzte König von Schottland über den ugandischen Diktator Idi Amin als dessen Leibarzt zu sehen, was ihm unter anderem eine Nominierung für den Europäischen Filmpreis 2007 einbrachte. Seine bisher erfolgreichste Rolle spielte er 2007 in der Verfilmung des Romans Abbitte von Ian McEwan an der Seite von Keira Knightley unter der Regie von Joe Wright. Die Rolle des Robbie Turner brachte ihm unter anderem Nominierungen für den Golden Globe Award 2008 und den Europäischen Filmpreis 2008 ein. Im selben Jahr war er auch in der Filmbiografie über Jane Austen, Geliebte Jane, neben Anne Hathaway zu sehen. 2008 übernahm er im Actionthriller Wanted mit Angelina Jolie und Morgan Freeman die Hauptrolle. 2009 spielte er an der Seite von Christopher Plummer, Helen Mirren und Paul Giamatti den jungen Sekretär des Schriftstellers Leo Tolstoi in der deutsch-russischen Kinoproduktion Ein russischer Sommer.

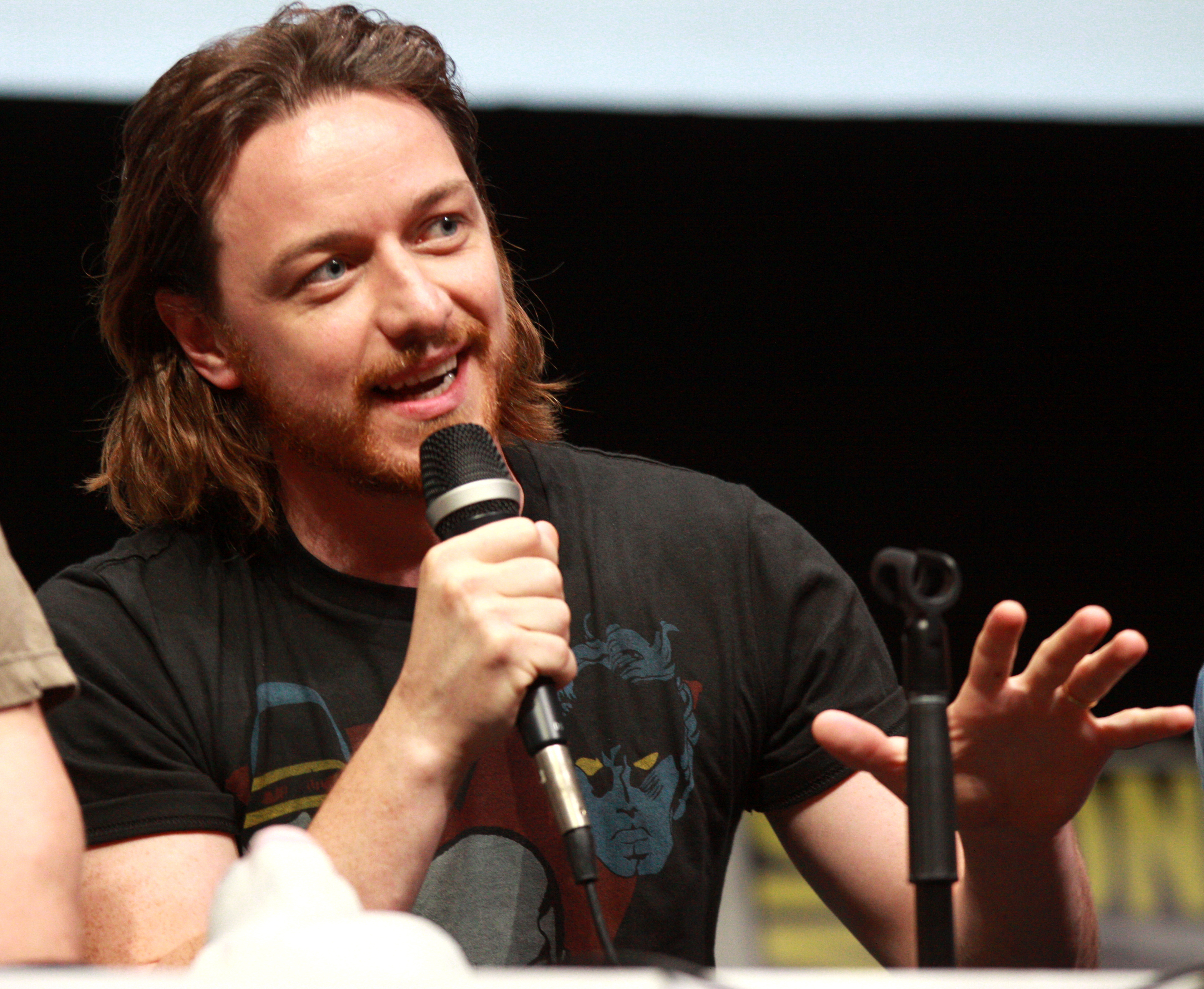
McAvoy auf der San Diego Comic Con International im Juli 2013

Im Anschluss konnte McAvoy mit der Rolle einer jüngeren Version des ansonsten von Schauspiel-Veteran Patrick Stewart verkörperten Charles Xavier in der X-Men-Filmreihe einen Coup landen. Er spielte die Figur bis dato in vier Filmen der Reihe, zuletzt 2019 im vierten Teil der zweiten X-Men-Trilogie: X-Men: Dark Phoenix. Damit setzte McAvoy einerseits seine seit Wanted zu beobachtende Wahl von actionreicheren Stoffen fort, ebenso wie er, zum Beispiel bei seinen Rollen in Trance – Gefährliche Erinnerung oder Drecksau, zumeist ambivalentere Charaktere darstellte. In Victor Frankenstein – Genie und Wahnsinn übernahm er 2015 die Rolle des titelgebenden Protagonisten. Andererseits wandte er sich der Vertonung von Animationsfilmen zu, er setzte außerdem seine Theaterarbeit in London fort.
Am 27. Oktober 2015 wurde bekannt, dass McAvoy in einem Film von M. Night Shyamalan unter dem Titel Split in einer Hauptrolle zu sehen sein werde. Der Film feierte im September 2016 Premiere auf dem Fantastic Fest in Austin, Texas, und kam im Januar 2017 in die Kinos. Am 2. November wurde außerdem seine Beteiligung an der von Wim Wenders geplanten Verfilmung von J.M. Ledgards Roman Submergence aus dem Jahr 2012 bestätigt. Die Handlung dreht sich um ein Liebespaar, die Tausende von Meilen voneinander entfernt den extremsten Situationen ausgesetzt sind. Die Dreharbeiten begannen im März 2016 in Europa und Afrika.
McAvoy lebt in London. Er war von Oktober 2006 bis 2016 mit der Schauspielerin Anne-Marie Duff verheiratet, mit der er in Shameless zusammen spielte,  und ist seit dem Frühsommer 2010 Vater eines Jungen. Im Mai 2016 teilte das Ehepaar mit, sich scheiden zu lassen.
Seit 2022 ist er mit Lisa Liberati verheiratet, mit der einen 2022 geborenen Sohn hat.
McAvoy wird in deutschen Synchronfassungen seit Penelope hauptsächlich von Johannes Raspe gesprochen.

## Filmografie (Auswahl)

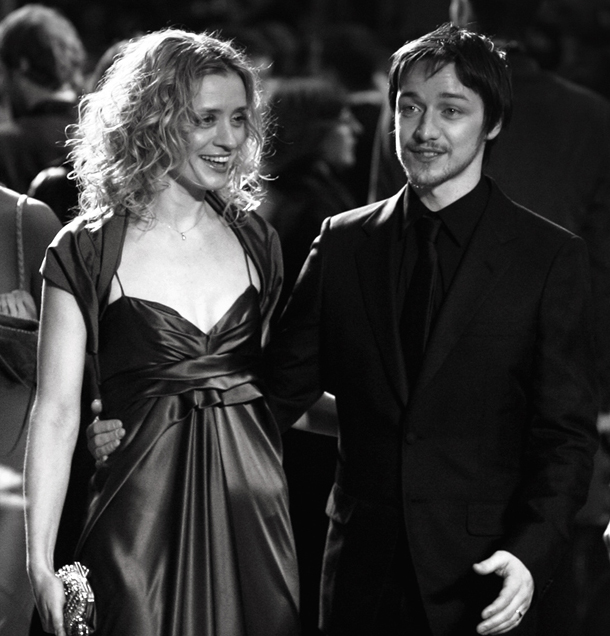
McAvoy mit Anne-Marie Duff bei den Orange British Academy Film Awards 2007 in Londons Royal Opera House

### Kino
- 2001: Swimming Pool – Der Tod feiert mit
- 2003: Bright Young Things
- 2003: Children of Dune
- 2004: Strings – Fäden des Schicksals (Strings, Stimme)
- 2004: Inside I’m Dancing
- 2004: Wimbledon – Spiel, Satz und … Liebe (Wimbledon)
- 2005: Die Chroniken von Narnia: Der König von Narnia (The Chronicles of Narnia: The Lion, the Witch and the Wardrobe)
- 2006: Starter for 10
- 2006: Penelope
- 2006: Der letzte König von Schottland – In den Fängen der Macht (The Last King of Scotland)
- 2007: Abbitte (Atonement)
- 2007: Geliebte Jane (Becoming Jane)
- 2008: Wanted
- 2009: Ein russischer Sommer (The Last Station)
- 2010: Die Lincoln Verschwörung (The Conspirator)
- 2011: Gnomeo und Julia (Gnomeo and Juliet)
- 2011: X-Men: Erste Entscheidung (X-Men: First Class)
- 2011: Arthur Weihnachtsmann (Arthur Christmas)
- 2013: Enemies – Welcome to the Punch (Welcome to the Punch)
- 2013: Trance – Gefährliche Erinnerung (Trance)
- 2013: Drecksau (Filth)
- 2014: Muppets Most Wanted
- 2014: X-Men: Zukunft ist Vergangenheit (X-Men: Days of Future Past)
- 2014: Das Verschwinden der Eleanor Rigby (The Disappearance of Eleanor Rigby)
- 2015: Victor Frankenstein – Genie und Wahnsinn (Victor Frankenstein)
- 2016: X-Men: Apocalypse
- 2016: Split
- 2017: Atomic Blonde
- 2017: Grenzenlos (Submergence)
- 2018: Deadpool 2
- 2019: Glass
- 2019: X-Men: Dark Phoenix (Dark Phoenix)
- 2019: Es Kapitel 2 (It Chapter Two)
- 2021: Together
- 2021: My Son
- 2022: The Bubble
- 2023: The Book of Clarence
- 2024: Speak No Evil

### Fernsehen
- 1995: Hölle nebenan (The Near Room)
- 1997: The Bill (Episode Rent)
- 1997: Der Preis der Ehre (Regeneration)
- 2000: Lorna Doone
- 2001: Murder in Mind (Episode 1x01 Teacher)
- 2001: Band of Brothers – Wir waren wie Brüder (Band of Brothers, Miniserie)
- 2002: Bollywood Queen
- 2002: Inspector Lynley (The Inspector Lynley Mysteries, Fernsehserie, Episode Keiner werfe den ersten Stein)
- 2002: White Teeth*
- 2002: Foyle’s War (Fernsehserie, Episode 1x01)
- 2003: Early Doors (Fernsehserie)
- 2003: Mord auf Seite eins (State of Play, Fernsehserie)
- 2003: Children of Dune (Fernsehdreiteiler, alle Folgen)
- 2004–2005: Shameless
- 2005: ShakespeaRe-Told (Episode Macbeth)
- 2018: Unten am Fluss (Miniserie, Stimme)
- 2019–2022: His Dark Materials (Fernsehserie)
- 2022: Sandman (The Sandman, Fernsehserie)

## Theater
- The Tempest als Ferdinand (Brunton Theatre)
- West Side Story als Riff (Courtyard Centre for the Arts Hereford)
- Romeo and Juliet als Romeo (Courtyard Centre for the Arts Hereford)
- Beauty and the Beast als Bobby Buckfast (Adam Smith Theatre)
- 2000: The Reel of the Hanged Man als Gerald (Traverse Theatre)
- Lovers als Joe (Royal Lyceum Theatre)
- 2001: Out In The Open als Iggy (Hampstead Theatre)
- 2001: Privates on Parade als Private Steven Flowers (Donmar Warehouse)
- 2005: Breathing Corpses als Ben (Royal Court Theatre)
- 2009: Three Days of Rain als Walker & Ned (Apollo Theatre)
- 2013: Macbeth als Lord Macbeth (Trafalgar Studios)
- 2015: The Ruling Class als Jack Gurney/14th Earl of Gurney (Trafalgar Studios)
- 2019: Cyrano de Bergerac als Cyrano (Playhouse Theater)

## Auszeichnungen
Europäischer Filmpreis
- 2007: „Bester Schauspieler“ – für The Last King of Scotland – nominiert
- 2008: „Bester Schauspieler“ – für Atonement – nominiert

BAFTA: British Academy Film Awards
- 2006: „Aufgehender Stern“ – gewonnen
- 2007: „Bester Nebendarsteller“ – für The Last King of Scotland – nominiert
- 2008: „Bester Hauptdarsteller“ – für Atonement – nominiert

British Academy Scotland Awards
- 2007: „Bester Filmschauspieler“ – für Atonement – gewonnen
- 2014: „Bester Filmschauspieler“ – für Filth – gewonnen

BIFA: British Independent Film Awards
- 2006: „Beste Schauspielleistung“ – für The Last King of Scotland – nominiert
- 2013: „Beste Schauspielleistung“ – für Filth – gewonnen

Golden Globe Awards
- 2008: „Bester Schauspieler in einem Filmdrama“ – für Atonement – nominiert

Empire Awards
- 2006: „Bester Newcomer“ – für The Chronicles of Narnia: The Lion, the Witch and the Wardrobe – nominiert
- 2008: „Bester Schauspieler“ – für Atonement – gewonnen
- 2013: „Bester Schauspieler“ – für Filth – gewonnen

London Critics Circle Film Awards
- 2005: „Britischer Schauspieler des Jahres“ – für Inside I’m Dancing – nominiert
- 2006: „Britischer Nebendarsteller des Jahres“ – für The Chronicles of Narnia: The Lion, the Witch and the Wardrobe – nominiert
- 2007: „Britischer Schauspieler des Jahres“ – für The Last King of Scotland – nominiert
- 2008:„Britischer Schauspieler des Jahres“ – für Atonement – gewonnen
- 2014: „Britischer Schauspieler des Jahres“ – für Filth, Trance und Welcome to the Punch – gewonnen

Filmfestivals
- 2007: Cannes Film Festival – „Male Revelation“ (etwa männliche Offenbarung/Entdeckung) – gewonnen
- 2008: Santa Barbara International Film Festival – „Virtuoso Award“ – für Atonement – gewonnen

Weitere Auszeichnungen

- 2004: British Comedy Awards – „Bester Comedy-Newcomer im Fernsehen“ – für Shameless – nominiert
- 2007: Dublin Film Critics’ Circle – „Bester Schauspieler“ – für Atonement – nominiert
- 2007: OFTA Awards – „Bester Schauspieler“ – für Atonement – nominiert[10]
- 2007: Alliance of Women Film Journalists – „Beste Verführungsszene“ (mit Keira Knightley) – für Atonement – gewonnen
- 2008: International Online Cinema Awards – „Bester Schauspieler“ – für Atonement – nominiert
- 2008: Gold Derby Awards – „Bester Schauspieler“ – für Atonement – nominiert
- 2008: Gold Derby Awards – „Bestes Schauspielensemble“ – für Atonement – nominiert
- 2008: Evening Standard British Film Awards – „Bester Schauspieler“ – für Atonement und Becoming Jane – nominiert
- 2008: National Movie Awards – „Beste Darbietung eines Schauspielers“ – für Wanted – nominiert

- 2008: Irish Film & Television Academy – „Bester Schauspieler (International)“nominiert
- 2009: Satellite Awards – „Bester Nebendarsteller (Film)“ – für The Last Station – nominiert
- 2009: MTV Movie & TV Awards – „Bester Filmkuss“ (mit Angelina Jolie) – für Wanted – nominiert
- 2011: IGN Award – „Bestes Schauspielensemble“ – für X-Men: First Class – nominiert
- 2011: Scream Awards – „Bester Schauspieler (Fantasy)“ – für X-Men: First Class – nominiert
- 2011: Scream Awards – „Bester Superheld“ – für X-Men: First Class – nominiert
- 2011: Women Film Critics Circle – „Bestes Leinwandpaar“ (mit Emily Blunt) – für Gnomeo & Juliet – nominiert
- 2012: People’s Choice Awards – „Favorite Movie Superhero“ – für X-Men: First Class – nominiert
- 2017: International Online Cinema Awards – „Bester Schauspieler“ – für Split – nominiert
- 2017: MTV Movie & TV Awards – „Bester Filmschauspieler“ – für Split – nominiert
- 2017: Fright Meter Awards – „Bester Schauspieler“ – für Split – gewonnen
- 2017: Kids’ Choice Awards – „#Squad“ – für X-Men: Apocalypse – nominiert
- 2017: Phoenix Film Critics Society – „Bester Hauptdarsteller“ – für Split – nominiert
- 2017: San Diego Film Critics Society – „Bester Schauspieler“ – für Split – gewonnen
- 2017: Seattle Film Critics Society – „Bester Bösewicht“ – für Split – gewonnen
- 2017: Teen Choice Awards – „Bester Bösewicht“ – für Split – nominiert
- 2018: ALOS Awards – „Bester Hauptdarsteller“ – für Split – gewonnen
- 2018: Central Ohio Film Critics Association – „Bester Schauspieler“ – für Split – nominiert
- 2018: North Texas Film Critics Association – „Bester Schauspieler“ – für Split – nominiert